# ナ・ヒョンジョン
ナ・ヒョンジョン（ハングル表記:나현정、ラテン翻記:Na Hyun-jung、1990年3月10日 - ）は、大韓民国の元女子バレーボール選手である。元大韓民国代表。

## 来歴
小学4年次よりバレーボールを始めた。ソウル中央女子高等学校（韓国語版）在校中には、2006年の第13回アジアジュニア選手権、2007年のアジアユース選手権（準優勝）、世界ユース選手権、2008年の第14回アジアジュニア選手権など多くの国際大会に出場した。
2008/09シーズンのVリーグドラフト会議において1巡目5番でGSカルテックスの指名を受けて入団した。2009年には、シニア代表チーム入りして同年夏のバレーボール・ワールドグランプリ代表メンバーに名を連ねた。
ヒョンジョンがGSカルテックスに入団した当時は、キム・ヘランと並びリーグを代表するリベロであるナム・ジヨンが在籍しておりヒョンギョンのチームでの出番はなかった。ヒョンジョンはジヨンをロールモデルとしてトレーニングに励み、2012年にジヨンがIBK企業銀行アルトスに移籍すると、レギュラーリベロとなった。「（レギュラーになれる喜びより、ジヨンの後釜を務めるという重圧で）目の前が真っ暗になった」とヒョンジョンは話す。成績が落ち込みストレスから病院通いした時期もあったが、次第に安定した守備を身につけて、2014/15シーズンと2015/16シーズン二年連続でベスト7に耀いた。
2018-19シーズン途中にチームを離れ、そのまま任意引退公示された。

## 球歴
- 大韓民国ジュニア・ユース代表 2006年-
- 同シニア代表 2009年-

## 所属チーム
- 추계초
- 中央女子中学校（韓国語版）
- 中央女子高等学校（韓国語版）
- GSカルテックス（2008-2019年）

## 受賞歴
- Vリーグ2014/15シーズン ベスト7
- Vリーグ2015/16シーズン ベスト7